# Affecter

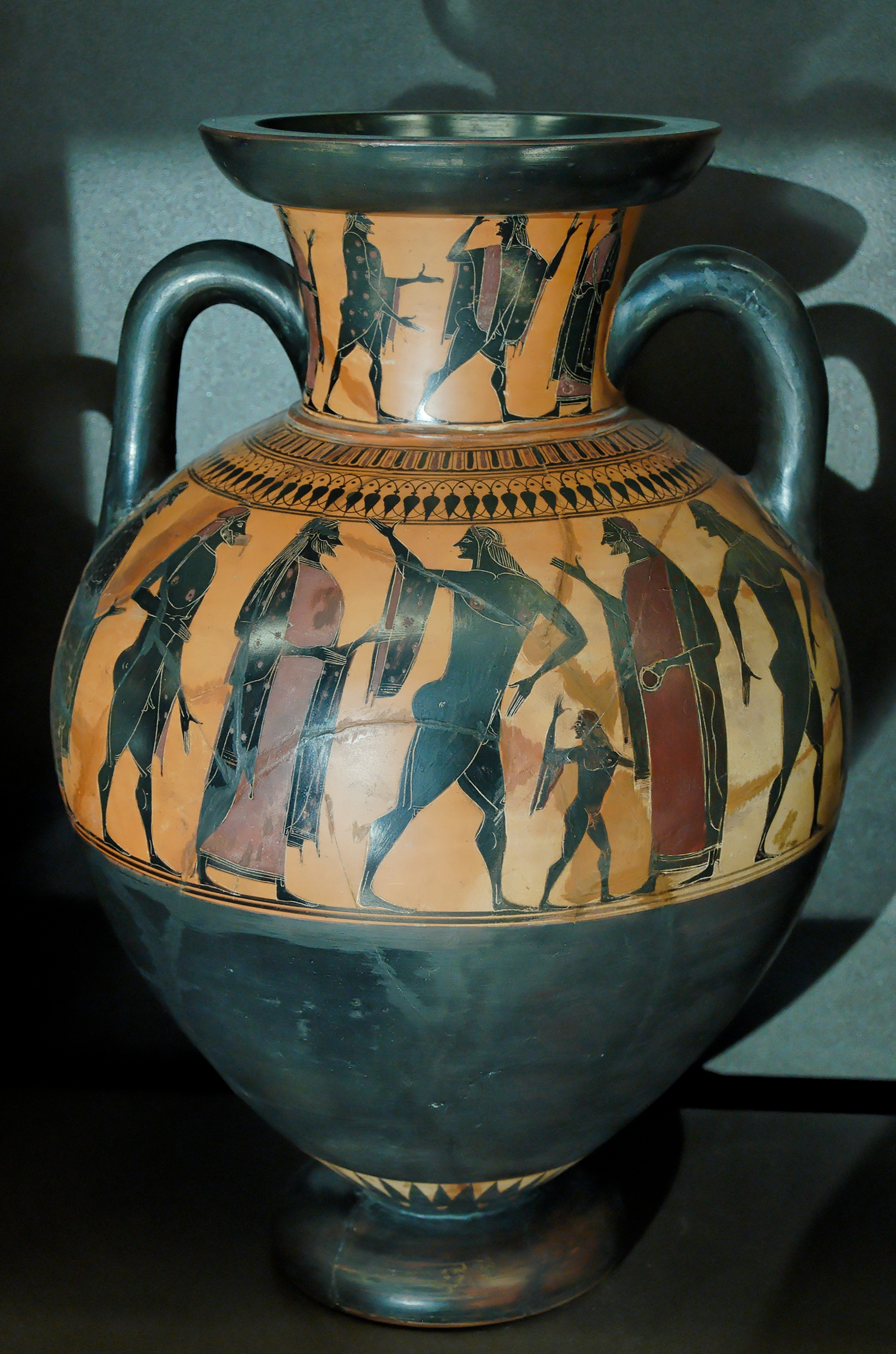
Päderastische Szene, Halsamphora, um 540/520 v. Chr.

Der Affecter (auch Affektierter Maler genannt) war ein attisch-schwarzfiguriger Vasenmaler und Töpfer, tätig um 550 bis 530 v. Chr. in Athen.
Seinen Notnamen erhielt er nach seinem gezierten, 'affektierten' Figurenstil, auf Grund dessen ihm bis heute etwa 135 Gefäße zugeschrieben werden können. Der Affecter war gleichzeitig Töpfer und Maler. Seine Spezialität waren Amphoren. Er bemalte vor allem eiförmige Amphoren und Bauchamphoren des zu dieser Zeit neuen Typs C. 

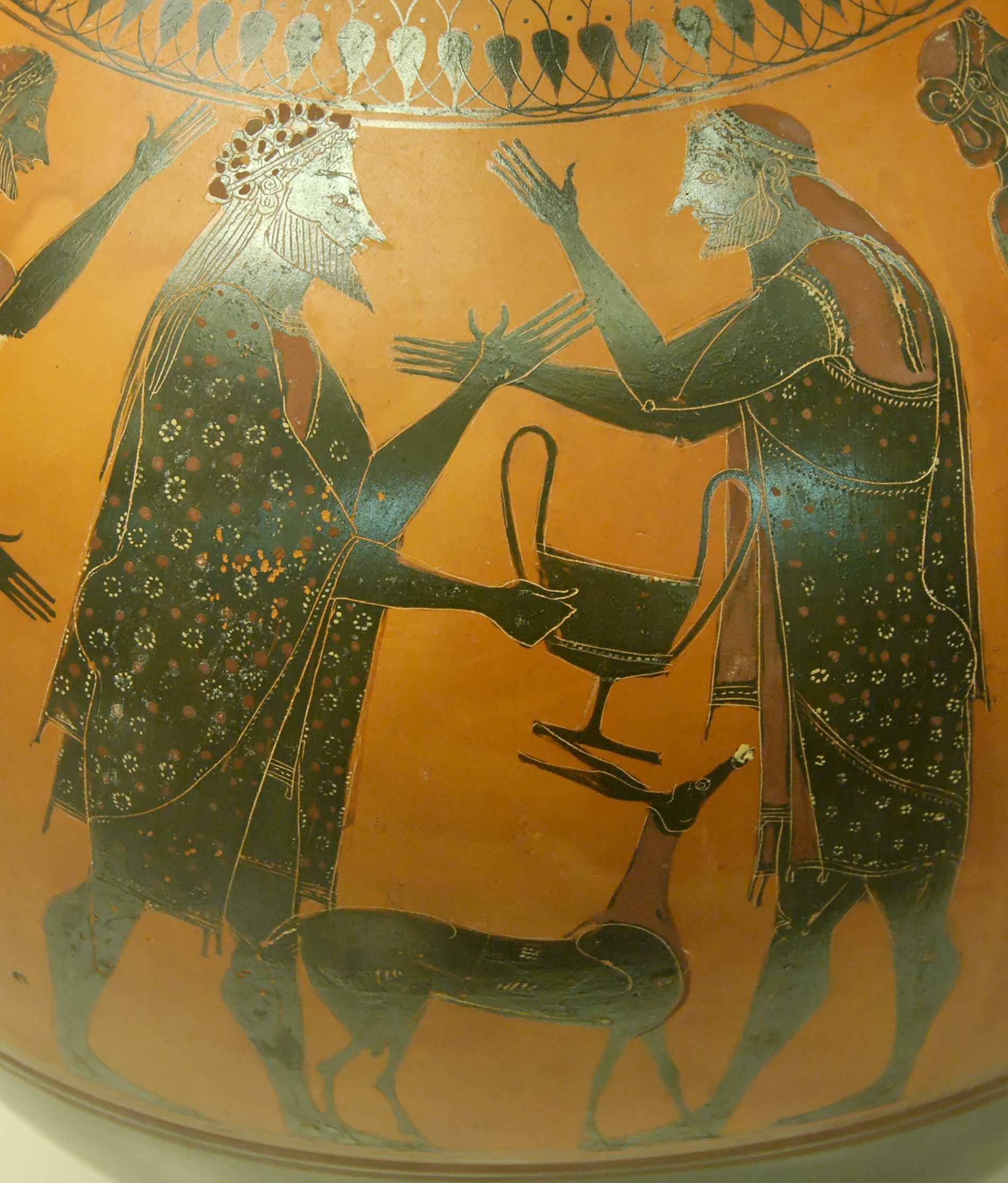
Dionysos und Ikarios auf einer in Vulci gefundenen Amphore, British Museum (GR 1836.2-24.46)

Besonders interessiert war er an der dekorativen Wirkung seiner Bilder aus formelhaften Figuren in langen Mänteln oder mit gespreizten Gesten, der erzählende Inhalt blieb zweitrangig. In dieser Tendenz zum Formalismus und in vielen Details ist der Affecter ein Nachfolger des Amasis-Malers, dessen künstlerische Qualität ihm jedoch fehlt. Zusammen mit dem Elbows-Out-Maler wird er zu den schwarzfigurigen Manieristen gezählt.
Seine Bilder wirken ein wenig wie aus einer irrealen Welt. Die Figuren des Affecters haben gewöhnlich kleine Köpfe und gut gepolsterte Körper, wenn er sie bekleidet darstellt, sind jedoch recht eckig und spitz, wenn er sie nackt malte. Seine Ornamente zeichnet er sehr sorgfältig. Zudem verziert er seine Gewänder gern mit farbigen Punkten. Seine Pflanzenornamente sind offenbar eng mit denen ostgriechischer Werkstätten wie denen der Klazomenischen Gruppe und der Northampton-Gruppe verbunden und sprechen für einen regen Kulturaustausch in dieser Zeit zwischen Attika und dem ionischen Griechenland. Das Besondere an seinen späten Amphoren ist der Ersatz der Figuren auf den Amphorenhälsen durch Pflanzenornamente. 